# کلارک استون (یوتا)
کلارک استون (به انگلیسی: Clarkston) شهری در ایالت یوتا کشور ایالات متحده آمریکا است که جمعیت آن در سرشماری سال ۲۰۱۰ میلادی، ۶۶۶ نفر بوده‌است.